# Fachkultur
Als Fachkultur versteht man die Gesamtheit der Praktiken, Werte, Denkweisen und Institutionen, die für eine bestimmte wissenschaftliche Gemeinschaft typisch sind. Der Begriff der Kultur verweist dabei auf diese Gesamtheit. Der Begriff Fach bezieht sich auf Studienfächer bzw. Wissenschaften. Fachkulturen entsprechen in etwa, nicht aber notwendigerweise den Fächern des Studiums.
Fachkulturen sind durch gruppentypische Überzeugungen und Werte gekennzeichnet, die das Wahrnehmen, Denken und Handeln ihrer Angehörigen prägen. Die Kultur beeinflusst die Art, wie Fachleute in einem Fach an ihre Arbeit herangehen, Forschung betreiben, kommunizieren und Probleme lösen. Sie prägt, was beispielsweise als wissenschaftlich, was als gute Forschung und gute Lehre gilt, aber sie beeinflusst auch darüber hinausgehende Überzeugungen und Werte, etwa politische und soziale Einstellungen, soziales Klima, Kommunikationsstile und außerwissenschaftliche Präferenzen für lebensstilbezogene Aspekte.
Fachkulturelle Besonderheiten sind den Mitgliedern der Fächer oft nicht bewusst, da sie sich durch Sozialisations- oder Enkulturationsprozesse entwickeln.

## Hintergrund
Der französische Soziologe Pierre Bourdieu weist Fachkulturen in seiner Theorie der gesellschaftlichen Reproduktion eine wichtige Funktion zu. Forschung im Anschluss an Bourdieu beschäftigt sich besonders mit der sozialen Rekrutierung der Angehörigen von Fachkulturen, deren (kulturellen) Präferenzen und subtilen Strategien der Distinktion untereinander.
Die subjektive Seite der Fachkultur ist nach Bourdieu der Habitus, d. h. die Wahrnehmungs-, Denk-, Bewertungs- und Handlungsmuster der Angehörigen einer Gruppe, die als System deren Kultur ausmacht. Individuell erscheinen diese Muster als Dispositionen. Der Habitus wird von den historischen und sozialen Lebensbedingungen der jeweiligen Gruppe, ihrer Position im sozialen Raum, bestimmt („strukturierte Struktur“) und erzeugt diese („strukturierende Struktur“). Die Position wird entsprechend der Zusammensetzung des ökonomischen, sozialen und kulturellen Kapitals bestimmt und reproduziert die mit ihr gegebenen Praxen und Handlungsmöglichkeiten.
Fachkulturen können nach Ludwig Huber auf verschiedenen Dimensionen beschrieben werden:
- politische und soziale Einstellungen,
- soziales Klima,
- Lebensstile und Geschmackspräferenzen,
- epistemologische Merkmale und
- Lehrorientierungen.

Fachkulturen wurden ab den 1970er Jahren zunächst im Rahmen der Beschäftigung mit der Fachsozialisation untersucht. Besonders bekannt geworden ist Tony Bechers Beschreibung von Fächern als „akademische Stämme und Reviere“ (academic tribes and territories), deren Gebräuche er ethnographisch dokumentiert und die er anhand der beiden epistemischen Dimensionen „hart-weich“ und „rein-angewandt“ kategorisiert. Harte Disziplinen zielen auf universelle Gesetzmäßigkeiten und sind oft quantitativ, weiche Disziplinen sehen Wissen als kontextgebunden und sind eher interpretativ orientiert. Reine Disziplinen suchen allgemeingültige Erklärungen, angewandte versuchen, mit dem Wissen Probleme zu lösen.
Diese kognitive Matrix hat Becher später durch soziale Eigenschaften auf den Dimensionen konvergent-divergent und urban-rural ergänzt. Konvergente Disziplinen verfügen über einheitliche und stabile Standards und deswegen auch eine relativ wohldefinierte Elite; divergente Disziplinen sind heterogenitätstoleranter und lassen Veränderungen an den Standards zu. Urbane Disziplinen sind einerseits durch intensive Interaktion gekennzeichnet, andererseits dadurch, dass sich zumeist zahlreiche Forscher mit demselben Problem beschäftigen, das eher atomistisch und eng angegangen wird, wobei schnelle Lösungen mit kurzer Reichweite entstehen. In ruralen Disziplinen herrscht wenig Interaktion, die Reviere sind groß und Themen werden von wenigen Forschern bearbeitet. Das Tempo ist geringer, die Probleme größer.
Auch wenn sich die beiden letzten Dimensionen nicht durchgesetzt haben, ist am Konzept der disziplinären Kulturen bedeutsam, dass die disziplinären Gemeinschaften sich nicht nur in epistemisch-kognitiven Vorstellungen unterscheiden, sondern auch in der Organisation der täglichen Arbeit, den Umgangsformen und sozialen und kulturellen Präferenzen.
Andere Untersuchungen zeigten deutliche Unterschiede in den Lehrkulturen bzw. bei Lehrenden auf, die sich konzeptuell als Lehrhabitus mit fachspezifischen und subjektiven Lehrorientierungen und -stilen beschrieben lassen. Eine breite Forschung entwickelte sich hierzu allerdings nicht.

## Fachkulturen und Studierende
In den 1980er und 1990er Jahren wurde in verschiedenen empirischen Untersuchungen gezeigt, wie der Prozess der Habitusbildung, die Einübung des fachspezifischen Denkens und die Entstehung entsprechender Einstellungen und Lebensstile bei Studierenden an deutschen Hochschulen ablaufen.
Die aktuelle Beschäftigung mit Fachkulturen in der Hochschuldidaktik ist weder stark ethnographisch noch stark gesellschaftstheoretisch, sondern vielmehr pragmatisch und meist auf Lehr- und Lern- oder Studienkulturen eingeschränkt, oft auch mit dem praktischen Fokus, wie die Hochschuldidaktik in Weiterbildungen mit Fachkulturen umgehen kann. Einige neuere Arbeiten fokussieren stärker auf konzeptuelle und methodische Fragen, etwa wie man Fachkulturen in quantitativen Studienbefragungen aufdecken kann oder ob sich der Fokus auf andere Formen von Kultur wie etwa Studienprogrammkulturen verlagern sollte. Dabei sind auch alternative Begriffe zu Fachkulturen vorgeschlagen worden, etwa „ways of thinking and practicing“ oder   „teaching and learning regimes“.

## Fachkulturen als Thema der Hochschuldidaktik
Fachkulturen sind ein relevantes Thema der Hochschuldidaktik, sowohl in der hochschuldidaktischen Forschung als auch in der hochschuldidaktischen Weiterbildung. Wie Hochschullehrende ihre Wahrnehmung fachkultureller Besonderheiten schulen können und welche Methoden in der Weiterbildung von Lehrenden oder Graduierten eingesetzt werden können, thematisiert beispielsweise die fachsensible Hochschuldidaktik. Lehr- und Lernforschung wird hierbei bisweilen im Rahmen der jeweiligen Hochschulfachdidaktik vorangetrieben.